# Арсенал (Нью-Йорк)

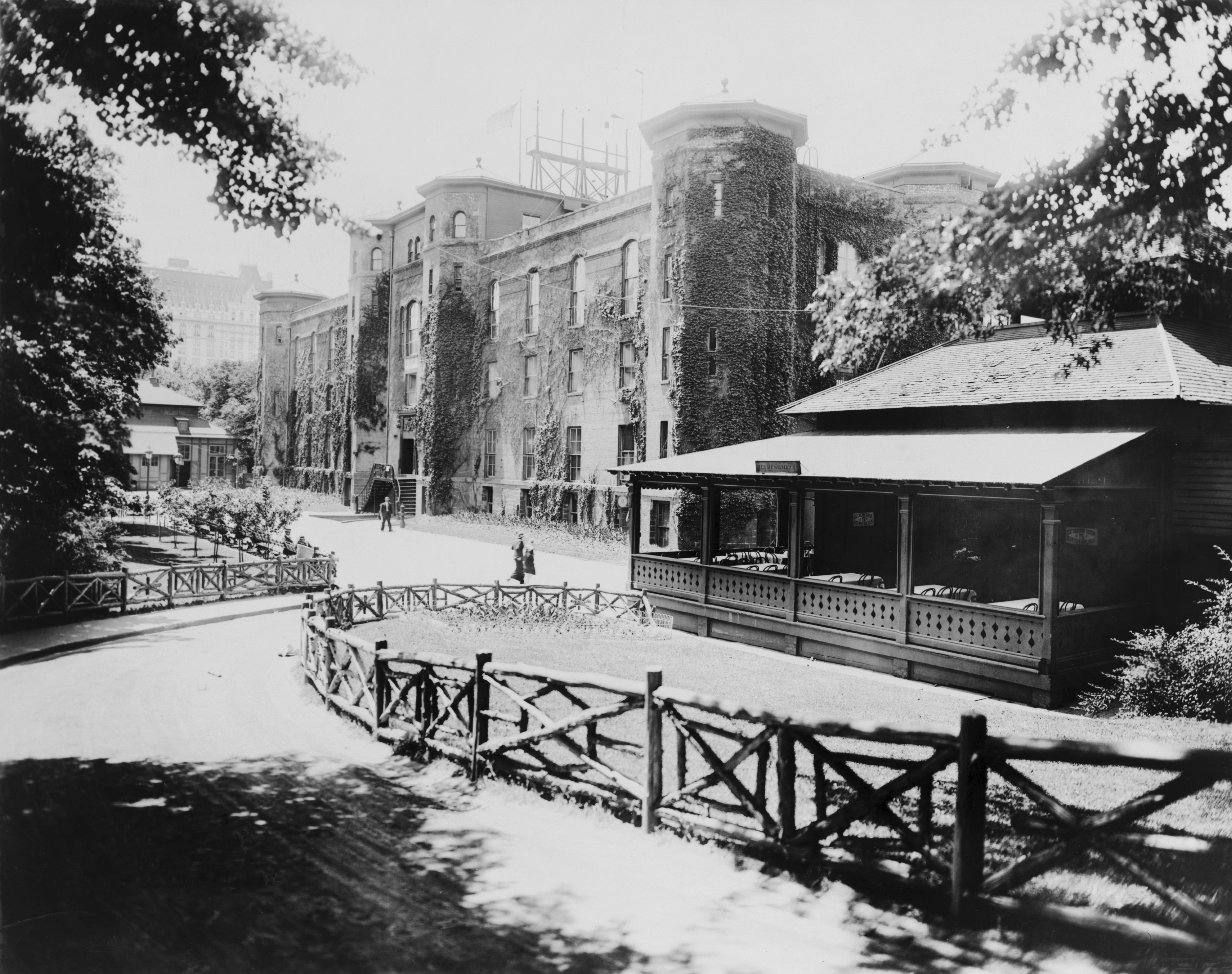
Будинок Арсеналу в 1911 році

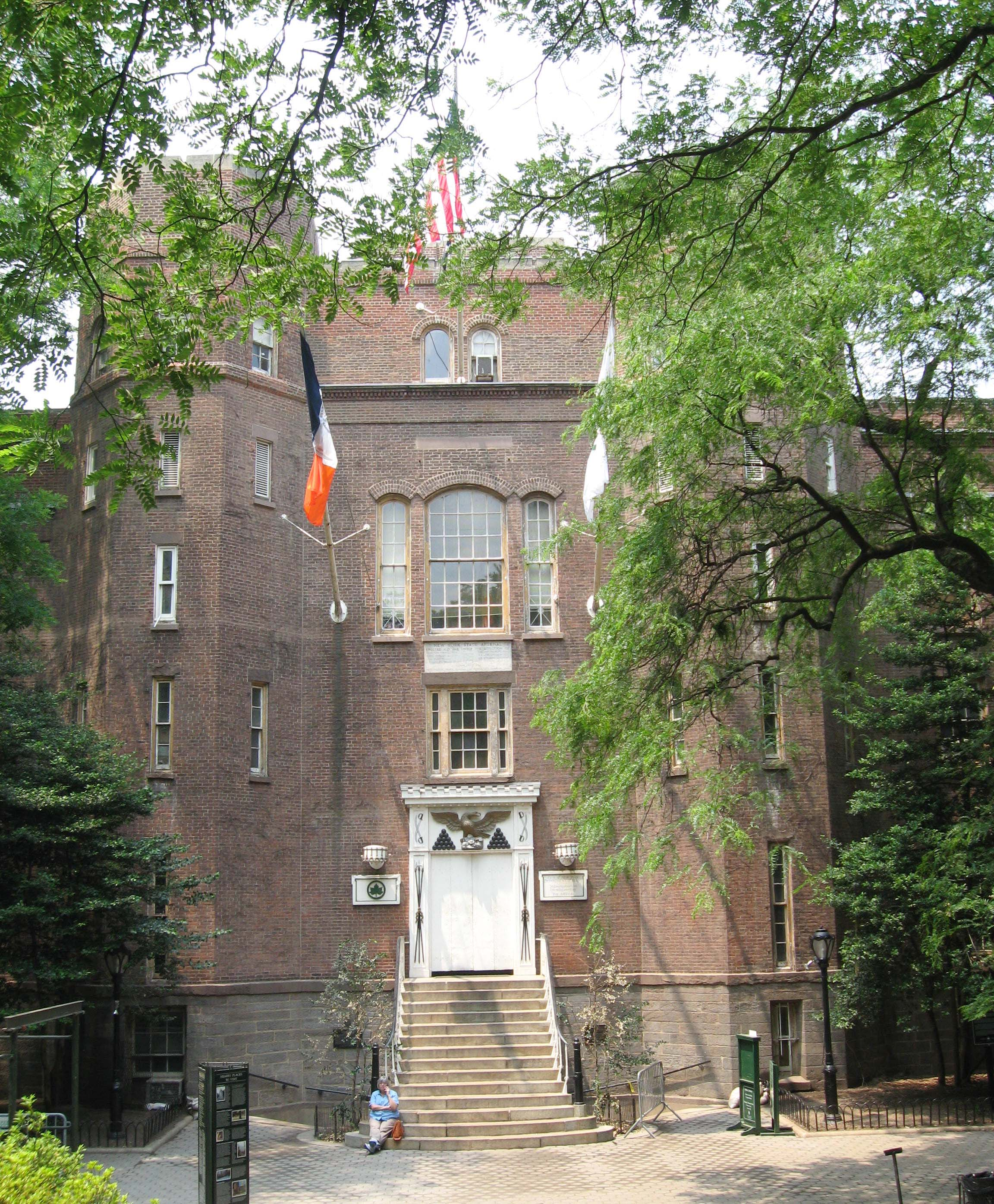
Фасад будівлі в 2008 році

40°46′03″ пн. ш. 73°58′16″ зх. д. / 40.76750° пн. ш. 73.97111° зх. д.
Арсенал (англ. Arsenal) — історична будівля в центрі Нью-Йорка — на перетині 64-ї вулиці і П'ятої Авеню, на території Центрального парку. Цегляний неоготичний будинок, що зовнішнім виглядом нагадує фортецю, був побудований за проектом Мартіна Томпсона (Martin E. Thompson, 1786—1877) в 1848—1851 роках для військових потреб нью-йоркської поліції (нині — підрозділ національної гвардії США). За первинним планом тут планувалося зберігати гарматні лафети, спорядження і стрілецьку зброю цілої дивізії, проте в 1850-і роки тут розташувався лише 7-й полк.
Будівля була розташована на великій відстані від центральних міських кварталів, які в середині XIX століття розташовувалися на Хаустон-стріт в Сохо.
У 1857 році, коли було прийнято рішення про будівництво Центрального парку, підрозділ звільнив будівлю і передав її на баланс міської влади (у роки громадянської війни 1861—1865 рр. міліції було дозволено використати будівлю під свої потреби). Після військових тут тимчасово розмістився бродячий звіринець, який в 1860-ті роки переїхав на нове місце і був перетворений на Зоопарк Центрального парку. У 1869—1874 рр. у будинку розмістилися експозиції щойно поліцейський відділок.
З періоду Великої депресії по теперішній час будівлю займає управління Нью-йоркського Департаменту парків і місць відпочинку (англ. Department of Parks and Recreation). Тут також розквартировано адміністрацію Центрального парку, нью-йоркське товариство охорони дикої природи (англ. New York Wildlife Conservation Society) і бібліотеку (англ. The Parks Library). У 1930-ті роки внутрішні приміщення будівлі були прикрашені барвистими фресками з сценами з його історії. Автор зображень — художник Аллен Саалбург (Allen Saalburg).

## Ресурси Інтернету
- Вікісховище має мультимедійні дані за темою: Арсенал (Нью-Йорк)